# NGC 491
NGC 491 ist eine Balken-Spiralgalaxie vom Hubble-Typ SBb im Sternbild Bildhauer am Südsternhimmel. Sie ist schätzungsweise 171 Millionen Lichtjahre von der Milchstraße entfernt und hat einen Durchmesser von etwa 70.000 Lj. 

In der Nähe befindet sich eine weitere Galaxie, für welche die Bezeichnung NGC 491A vergeben wurde. 
Das Objekt wurde am 25. September 1834 von dem britischen Astronomen John Herschel entdeckt.